# Rindelbach
Rindelbach is een plaats in de Duitse gemeente Ellwangen (Jagst), deelstaat Baden-Württemberg, en telt 3265 inwoners (2004).

## Geboren
- Philipp Jenninger (1932-2018), politicus

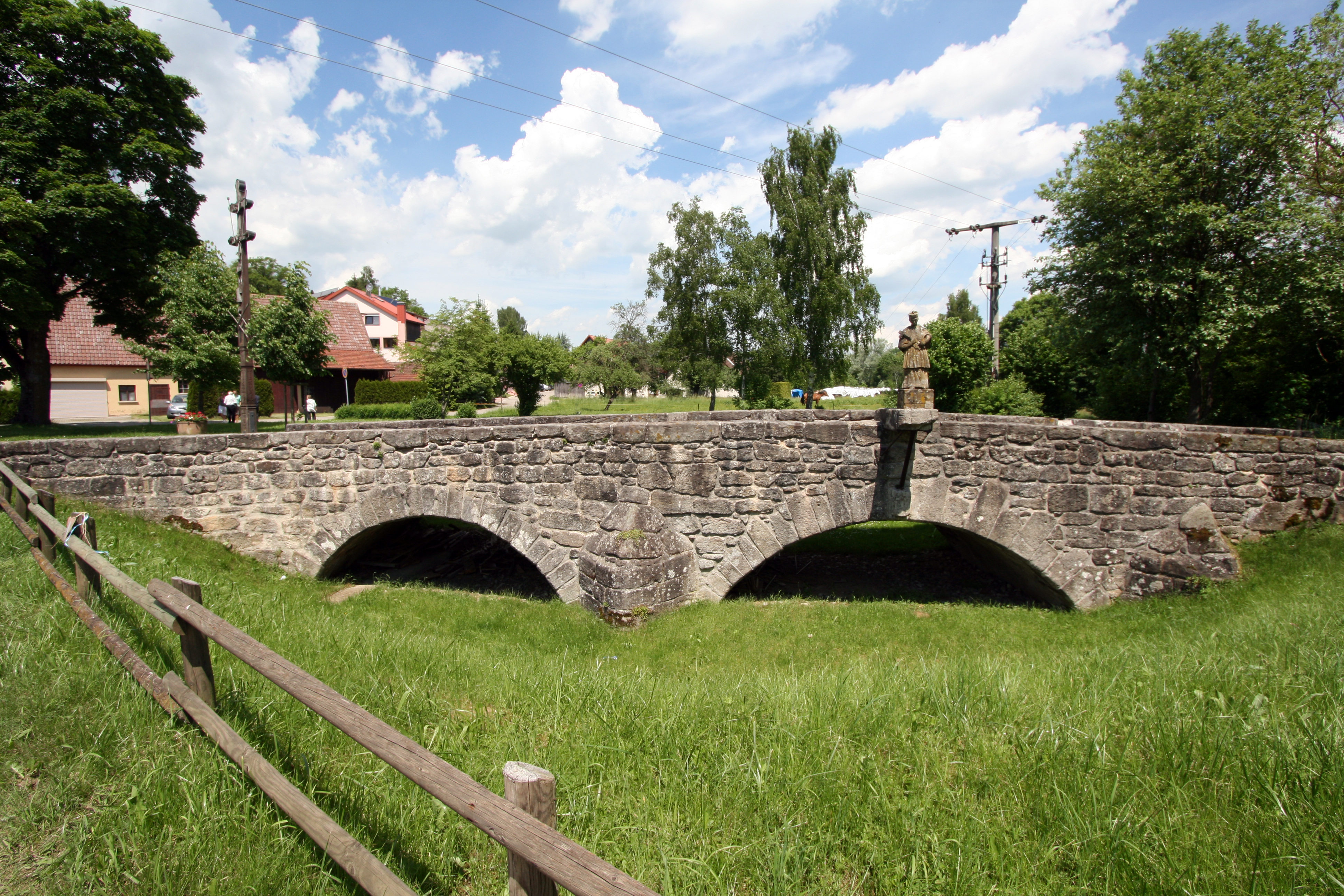
Jagstbruecke